# Финал Кубка Шотландии по футболу 2012
Финал Кубка Шотландии по футболу 2012 года — финальный поединок розыгрыша Кубка Шотландии сезона 2011/12, в котором встретились клубы «Хиберниан» и «Харт оф Мидлотиан». Матч состоялся 19 мая 2012 года на стадионе «Хэмпден Парк» в Глазго. В последний раз представители эдинбургского дерби встречались в финале главного Кубка страны в 1896 году.
Победу в матче одержали футболисты «сердец», разгромившие своих оппонентов со счётом 5:1.

## Путь к финалу

### «Хиберниан»
Как представитель шотландкой Премьер-лиги, «Хиберниан» стартовал в турнире с Четвёртого раунда. Их первым соперником стал клуб «Кауденбит». Перед матчем наставник «шахтёров» Колин Кэмерон предрекал победу своему коллективу по причине «хорошего футбола и большого количества голов» файфской команды. «Кауденбит» стартовал резво, уже на 15-й секунде матча усилиями Грейга Стюарта открыв счёт. Тем не менее эдинбургцы смогли собраться и всё же взяли верх над оппонентами — 3:2. Следующим соперником «хибс» стал «Килмарнок». Многие специалисты предрекали успех команде Кенни Шилса, который существенно укрепил состав «килли» в зимнее трансферное окно. Но «Хиберниан» сумел опровергнуть мнение большинства и с минимальным счётом 1:0 переиграл соперника на домашней арене «Истер Роуд». В четвертьфинале эксперты вновь прочили поражение «хибс»: в перевес оппонентов эдинбургцев из «Эйр Юнайтед» они относили слабую игру команды Пэта Фенлона в регулярном чемпионате и более лучшую спортивную форму коллектива из Саут-Эршира. «Хиберниан» вновь оказал на высоте, уже в первые двадцать минут дважды забив (отличились О’Донован и Гриффитс). Поединок так и закончился — 2:0 в пользу «бело-зелёных». Полуфинальная встреча «хибс» против «Абердина» сложилась тяжело. Гарри О’Коннор уже на третьей минуте открыл счёт, Рори Фаллон отквитал мяч во втором тайме. Далее на поле шла равная, жёсткая борьба, но за пять минут до окончания матча Ли Гриффитс забил победный гол, тем самым ведя свою команду в финал.
| Раунд           | Дата           | Принимающая команда | Гостевая команда | Счёт |
| --------------- | -------------- | ------------------- | ---------------- | ---- |
| Четвёртый раунд | 7 января 2012  | Кауденбит           | Хиберниан        | 2:3  |
| Пятый раунд     | 4 февраля 2012 | Хиберниан           | Килмарнок        | 1:0  |
| Четвертьфинал   | 10 марта 2012  | Эйр Юнайтед         | Хиберниан        | 0:2  |
| Полуфинал       | 14 апреля 2012 | Абердин             | Хиберниан        | 1:2  |

### «Харт оф Мидлотиан»
«Харт оф Мидлотиан», как и «Хиберниан», начал борьбу за Кубок с Четвёртого раунда. Первый соперник «сердец», «Охинлек Талбот», не предвещал для эдинбургцев проблем, но на деле всё оказалось иначе. «Распечатать» ворота подопечных Томми Слоуна «Хартс» смогли лишь в самой концовке встречи. В Пятом раунде и четвертьфинале «Харт оф Мидлотиан» в переигровках сумел переиграть оппонентов из «Сент-Джонстона» и «Сент-Миррена», соответственно. В повторном матче против соперников из Перта «Хартс» победили в дополнительное время благодаря голу капитана клуба Марюса Жалюкаса. Полуфинал «сердцам» предстояло играть против представителя «Old Firm», глазговского «Селтика». Эдинбургцы повели сразу же после начала второго тайма — забил Рудольф Скацел. За три минуты до окончания поединка форвард «кельтов» Гэри Хупер сравнял счёт. Уже в добавленное ко второму тайму время рефери встречи, Юэн Норрис, назначил в ворота «Селтика» пенальти за игру рукой в штрафной площади хавбеком «бело-зелёных» Джо Ледли. Одиннадцатиметровый удар уверенно реализовал Крейг Битти. Победа эдинбургцев — 2:1.
| Раунд           | Дата            | Принимающая команда | Гостевая команда  | Счёт |
| --------------- | --------------- | ------------------- | ----------------- | ---- |
| Четвёртый раунд | 7 января 2012   | Харт оф Мидлотиан   | Охинлек Талбот    | 1:0  |
| Пятый раунд     | 5 февраля 2012  | Харт оф Мидлотиан   | Сент-Джонстон     | 1:1  |
| Пятый раунд     | 14 февраля 2012 | Сент-Джонстон       | Харт оф Мидлотиан | 1:2  |
| Четвертьфинал   | 10 марта 2012   | Харт оф Мидлотиан   | Сент-Миррен       | 2:2  |
| Четвертьфинал   | 21 марта 2012   | Сент-Миррен         | Харт оф Мидлотиан | 0:2  |
| Полуфинал       | 15 апреля 2012  | Селтик              | Харт оф Мидлотиан | 1:2  |

## До матча
«Хиберниан» в двенадцатый раз достиг решающего матча Кубка Шотландии. Два раза «хибс» брали трофей — в 1887 и 1902 годах, ещё девять раз соперники эдинбургцев были сильнее — в 1896, 1914, 1923, 1924, 1947, 1958, 1972, 1979 и 2001 годах. В свою очередь для «Хартс» финал 2012 года был четырнадцатым в истории клуба. Семь раз «сердца» становились обладателями Кубка — в 1891, 1896, 1901, 1906, 1956, 1998 и 2006 годах. В шести решающих встречах футболисты «Харт оф Мидлотиан» терпели неудачу — в 1903, 1907, 1968, 1976, 1986 и 1996 годах. Последнее «свидание» представителей эдинбургского дерби в финальном поединке Кубка страны было зафиксировано в 1896 году. Тогда на стадионе «Логи Грин» «Хартс» переиграли своих земляков со счётом 3:1.
Так как в финальном поединке сошлись две эдинбургские команды, некоторые члены местного Городского совета предложили провести решающий матч на арене «Мюррейфилд» в столице Шотландии, а не на традиционном «Хэмпден Парк». Специальное голосование Совета постановило — 37 из 58 членов проголосовало за перенос встречи в Эдинбург, и лишь девять оставили свои голоса за глазговский стадион. Болельщики обоих клубов также были согласны на проведение игры на «Мюррейфилде», пообещав собрать на финальный поединок аншлаг. Однако Шотландская футбольная ассоциация заявила, что нигде кроме «Хэмпден Парка» матч проводиться не будет. В день финала шотландская железнодорожная компания «ScotRail» удвоила количество поездов, курсировавших между Эдинбургом и Глазго.
Оба клуба получили по 20 тысяч билетов для болельщиков при общей вместимостиь «Хэмпден Парк» в 52 063 зрителей. Оставшиеся места были распределены между представителями спонсоров, прессы, политики. Также большая часть билетов бесплатно выделили детским домам, домам престарелых и прочим социальным структурам. Ещё по тысяче билетов выделили семьям футболистов и персонала команд, официальным лицам клубов. «Хиберниан» распространял билеты, давая преимущество держателям абонементов на свои матчи. В «Хартс» же решили продавать свою часть билетов через обычные точки их реализации, то есть не делали привилегий для каких-либо групп болельщиков. Но впоследствии, из-за большого ажиотажа вокруг приобретения билетов, клуб был вынужден ужесточить критерии продажи. Для всех групп болельщиков вне зависимости от места на трибунах билеты имели следующие ценовые градации: 35 фунтов стерлингов для взрослых, 15 — для детей младше 15 лет

## Матч

### Предматчевые новости
В финальном поединке команды не могли рассчитывать на ряд футболистов. Так и-за повреждения, полученного в полуфинале, в матче не смог принять участие основной голкипер «Хиберниана» Грэм Стэк. За несколько дней до игры защитник «бело-зелёных» Мэтт Дохерти получил травму ноги, но наставник клуба Пэт Фенлон уверил прессу, что оборонец сможет выйти на поле. Дабы команду ничего не отвлекало от подготовки к важному матча, главный тренер «хибс» увёз команду в Ирландию, где в столице страны, городе Дублине, «Хиберниан» и проводил свои тренировки. Также 14 мая Фенлон сообщил журналистам, что он на 90 % определился со стартовым составом «бело-зелёных» на финальный поединок.
«Харт оф Мидлотиан» на финише чемпионата страны был вовлечён в борьбу с «Сент-Джонстоном» за место в розыгрыше Лиги Европы на следующий сезон. В очном противостоянии, которое состоялось в предпоследнем туре первенства, 6 мая, эдинбургцы переиграли своих соперников со счётом 2:0 и, тем самым, обеспечили себе пятое место и участие в еврокубках. На последнюю игру чемпионата, коей была встреча против «Селтика», менеджер «Хартс» Пауло Сержио не стал выставлять первый состав, сохранив силы ведущим игрокам своей команды. Единственной «головной болью» португальского тренера было сомнительное участие в финале основного форварда эдинбургцев Крейга Битти, который из-за травмы подколенного сухожилия тренировался в облегчённом режиме. Тем не менее нападающий всё же смог выйти на поле.
Главным арбитром встречи был назначен Крейг Томсон. Рефери впоследствии сообщил, что направит весь свой заработок от матча (одну тысячу фунтов стерлингов) хоспису города Пейсли, где в апреле 2012 года его мать скончалась от рака.

### Отчёт о матче
| Хиберниан   | 1:5   | Харт оф Мидлотиан                                                |
| ----------- | ----- | ---------------------------------------------------------------- |
| Макпейк 41′ | Отчёт | Барр 15′ · Скацел 27′, 75′ · Грейнджер 48′ (пен.) · Макгоуэн 50′ |

| Хиберниан | Харт оф Мидлотиан |

| ХИБЕРНИАН:      |    |                 |         |     |
|                 |    |                 |         |     |
| GK              | 31 | Марк Браун      |         |     |
| DF              | 2  | Мэтт Доэрти     | 53'     |     |
| DF              | 4  | Пол Хэнлон      |         |     |
| DF              | 15 | Джеймс Макпейк  |         |     |
| DF              | 19 | Па Куяби        | 18' 47' |     |
| DF              | 8  | Хорхе Кларос    |         | 42' |
| MF              | 13 | Том Соарес      |         | 76' |
| MF              | 16 | Льюис Стивенсон |         |     |
| MF              | 24 | Айсая Осборн    |         |     |
| FW              | 9  | Гарри О’Коннор  |         | 54' |
| FW              | 28 | Ли Гриффитс     |         |     |
| Substitutes:    |    |                 |         |     |
| GK              | 41 | Пол Грант       |         |     |
| DF              | 5  | Шон О’Хэнлон    |         |     |
| DF              | 22 | Джордж Фрэнкомб |         | 76' |
| MF              | 17 | Айван Спрул     |         | 42' |
| FW              | 10 | Юэн Дойл        |         | 54' |
| Главный тренер: |    |                 |         |     |
| Пэт Фенлон      |    |                 |         |     |

| ХАРТ ОФ МИДЛОТИАН: |    |                   |  |     |
|                    |    |                   |  |     |
| GK                 | 30 | Джейми Макдональд |  |     |
| DF                 | 3  | Дэнни Грейнджер   |  |     |
| DF                 | 5  | Даррен Барр       |  |     |
| DF                 | 6  | Энди Уэбстер      |  |     |
| DF                 | 17 | Райан Макгован    |  |     |
| DF                 | 26 | Марюс Жалюкас     |  |     |
| MF                 | 7  | Сусо Сантана      |  | 76' |
| MF                 | 8  | Иан Блэк          |  | 86' |
| MF                 | 11 | Эндрю Драйвер     |  | 84' |
| MF                 | 19 | Рудольф Скацел    |  |     |
| FW                 | 10 | Стивен Эллиотт    |  |     |
| Substitutes:       |    |                   |  |     |
| GK                 | 28 | Марк Ридгерс      |  |     |
| MF                 | 21 | Мехди Таоуил      |  | 84' |
| MF                 | 35 | Денис Причиненко  |  |     |
| MF                 | 27 | Скотт Робинсон    |  | 86' |
| FW                 | 4  | Крейг Битти       |  | 76' |
| Главный тренер:    |    |                   |  |     |
| Пауло Сержио       |    |                   |  |     |

| Судейская бригада - Главный судья: Крейг Томсон - Лайнсмены - Дерек Роуз - Аласдер Росс - Четвёртый судья Вилли Коллам | Регламент матча - 90 минут основного времени. - 30 минут овертайм в случае необходимости. - Послематчевые пенальти в случае необходимости. - Пять запасных с каждой стороны. - Максимальное количество замен — по три с каждой стороны. |

Расшифровка позиций:

GK — вратарь; RB — правый защитник; СВ — центральный защитник; LB — левый защитник; SW — свипер (свободный защитник); RM — правый полузащитник; CM — центральный полузащитник; LM — левый полузащитник; AM — атакующий полузащитник; SS — оттянутый нападающий; CF — центральный нападающий; DF — защитник; MF — полузащитник; FW — нападающий.

### Статистика
|                  | Хиберниан | Харт оф Мидлотиан |
| ---------------- | --------- | ----------------- |
| Голов забито     | 1         | 5                 |
| Всего ударов     | 5         | 12                |
| Ударов в створ   | 3         | 7                 |
| Владение мячом   | 40 %      | 60 %              |
| Угловые          | 3         | 8                 |
| Нарушения        | 14        | 9                 |
| Жёлтые карточки  | 3         | 0                 |
| Красные карточки | 1         | 0                 |

## Освещение турнира СМИ
Телетрансляцию финала вели такие каналы, как «BBC One Scotland» и «Sky Sports». Радиопередача поединка транслировалась на «BBC Radio Scotland».